# AM-411
AM-411是一种有机化合物，分子式C
26H
34O
2，属于AM系列大麻素，带有金刚烷基团，能作为大麻素受体的激动剂。